# Марычев, Юрий Павлович
Юрий Павлович Марычев (20 января 1934 — 2 ноября 1999, Казань) — советский хоккеист, нападающий. Мастер спорта СССР. Тренер, функционер.

## Биография
Воспитанник горьковского хоккея. Выступал за команды «Торпедо» Горький (1953/54 — 1956/57, 1958/59 — 1960/61), СКВО Владимир (1957/58), «Динамо» Горький (1961/62), СК им. Урицкого Казань (1962/63 — 1963/64). В чемпионате СССР провёл семь сезонов (1954/55 — 1956/57, 1958/59 — 1960/61, 1962/63). Серебряный призёр чемпионата СССР (1961).
Тренер (1965—1968) и начальник команды (1968—1974) СК имени Урицкого. Работал директором одной из спортивных баз Казани.
Скончался 2 ноября 1999 года. Похоронен на кладбище	«Сухая Река».